# جيل سوير
جيل سوير (بالإنجليزية: Jill Sawyer)‏ هي متزلجة فنية أمريكية، ولدت في 1962.